# Bowlegs (Oklahoma)
Bowlegs es un pueblo ubicado en el condado de Seminole en el estado estadounidense de Oklahoma. En el año 2010 tenía una población de 405 habitantes y una densidad poblacional de 41,75 personas por km².

## Geografía
Bowlegs se encuentra ubicado en las coordenadas 35°8′51″N 96°40′11″O / 35.14750, -96.66972 (35.147566, -96.669603).

## Demografía
Según la Oficina del Censo en 2000 los ingresos medios por hogar en la localidad eran de $26,250 y los ingresos medios por familia eran $28,333. Los hombres tenían unos ingresos medios de $22,125 frente a los $16,354 para las mujeres. La renta per cápita para la localidad era de $12,459. Alrededor del 24.0% de la población estaban por debajo del umbral de pobreza.